# Halligbahn Dagebüll–Oland–Langeneß
| Überfluteter Damm der Halligbahn (1984) |                     |                                           |                                           |
| Karte Dagebüll–Oland–Langeneß |                     |                                           |                                           |
| Streckenlänge: | 9 km                |                                           |                                           |
| Spurweite: | 900 mm (Schmalspur) |                                           |                                           |
| |                     |                                           |                                           |
| \| \| 0,0 \| Dagebüll Hafen Kleinbahn Niebüll–Dagebüll \| Dagebüll Hafen Kleinbahn Niebüll–Dagebüll \| \| \| \| Dagebüll WSA \| \| \| \| \| Zufahrt WSA \| \| \| \| \| Wanderweg \| \| \| \| \| Deichquerung \| \| \| \| \| Ausweichstelle \| \| \| \| \| Wanderweg \| \| \| \| \| \| \| \| \| 1,5 \| Ausweichstelle „1500“ \| Ausweichstelle „1500“ \| \| \| \| Fuchsbrücke \| \| \| \| \| Damm nach Oland \| \| \| \| \| Feldweg \| \| \| \| \| Zugang zu Feld \| \| \| \| \| Ausweichstelle \| \| \| \| \| Zugang zu Feld \| \| \| \| \| Zugang zu Feld \| \| \| \| \| Feldweg \| \| \| \| \| Feldweg \| \| \| \| \| Zugang zu Feld \| \| \| \| \| Zugang zur Warft \| \| \| \| \| Oland \| \| \| \| \| Zugang zur Warft \| \| \| \| \| Zugang zu Feld \| \| \| \| \| Zugang zur Warft \| \| \| \| \| Zugang zur Warft \| \| \| \| \| Zugang zur Warft \| \| \| \| \| Zugang zu Feld \| \| \| \| \| \| \| \| \| \| Ausweichstelle \| \| \| \| \| Feldweg \| \| \| \| \| Damm nach Langeneß \| \| \| \| 9 \| Langeneß \| Langeneß \| |                     |                                           |                                           |
| Bahnhof quer | 0,0                 | Dagebüll Hafen Kleinbahn Niebüll–Dagebüll | Dagebüll Hafen Kleinbahn Niebüll–Dagebüll |
| Betriebs-/Güterbahnhof Streckenanfang |                     | Dagebüll WSA                              | Dagebüll WSA                              |
| Bahnübergang |                     | Zufahrt WSA                               | Zufahrt WSA                               |
| Bahnübergang |                     | Wanderweg                                 | Wanderweg                                 |
| |                     | Deichquerung                              |                                           |
| |                     | Ausweichstelle                            |                                           |
| Bahnübergang |                     | Wanderweg                                 | Wanderweg                                 |
| |                     |                                           |                                           |
| | 1,5                 | Ausweichstelle „1500“                     | Ausweichstelle „1500“                     |
| Brücke |                     | Fuchsbrücke                               | Fuchsbrücke                               |
| |                     | Damm nach Oland                           |                                           |
| Bahnübergang |                     | Feldweg                                   | Feldweg                                   |
| Bahnübergang |                     | Zugang zu Feld                            | Zugang zu Feld                            |
| |                     | Ausweichstelle                            |                                           |
| Bahnübergang |                     | Zugang zu Feld                            | Zugang zu Feld                            |
| Bahnübergang |                     | Zugang zu Feld                            | Zugang zu Feld                            |
| Bahnübergang |                     | Feldweg                                   | Feldweg                                   |
| Bahnübergang |                     | Feldweg                                   | Feldweg                                   |
| Bahnübergang |                     | Zugang zu Feld                            | Zugang zu Feld                            |
| Bahnübergang |                     | Zugang zur Warft                          | Zugang zur Warft                          |
| Dienststation / Betriebs- oder Güterbahnhof |                     | Oland                                     | Oland                                     |
| Bahnübergang |                     | Zugang zur Warft                          | Zugang zur Warft                          |
| Bahnübergang |                     | Zugang zu Feld                            | Zugang zu Feld                            |
| Bahnübergang |                     | Zugang zur Warft                          | Zugang zur Warft                          |
| Bahnübergang |                     | Zugang zur Warft                          | Zugang zur Warft                          |
| Bahnübergang |                     | Zugang zur Warft                          | Zugang zur Warft                          |
| Bahnübergang |                     | Zugang zu Feld                            | Zugang zu Feld                            |
| |                     |                                           |                                           |
| |                     | Ausweichstelle                            |                                           |
| Bahnübergang |                     | Feldweg                                   | Feldweg                                   |
| |                     | Damm nach Langeneß                        |                                           |
| Betriebs-/Güterbahnhof Streckenende | 9                   | Langeneß                                  | Langeneß                                  |

Die Halligbahn Dagebüll–Oland–Langeneß ist eine durch das nordfriesische Wattenmeer von Dagebüll zu den Halligen Oland und Langeneß führende Feldbahn des Landesamtes für Küstenschutz, Nationalpark und Meeresschutz (LKN SH).

## Geschichte
1925 bis 1928 wurde die Feldbahn mit Spurweite 900 mm auf einem Pfahldamm gebaut. Die Gleise wurden nach Inbetriebnahme des Hindenburgdamms von der bei seinem Bau eingesetzten Feldbahn übernommen. Die Lorenbahn ging ab 1927 in Betrieb. Die weitere Verbindung von Oland nach Langeneß wurde wohl erst 1928 fertig, erkennbar an einem Stein mit Jahreszahl, der am Beginn des Langenesser Dammes unmittelbar an der Olander Westkante eingelassen ist. Die Bahn wurde für den Transport von Baumaterial zur Befestigung der Halligen und Lahnungen gebaut.
Magda Matthiesen, genannt Kapitän Magda, war eine Lorenführerin, die von 1945 bis 1968 mit einer geerbten Segellore Post, Kaufmannswaren und Feriengäste nach Oland und Langeneß brachte. Anfangs wurden die Loren per Segel durch Wind vorangetrieben, ab Mitte der 1960er Jahre wurden sie mit Benzin- oder Dieselmotoren bestückt.
Zwischen 2005 und 2009 wurde die Strecke nach Oland neu erbaut. Der neue Damm wurde etwa 65 cm höher verlegt, sodass er auch bei höherem Wasserstand befahrbar ist. Bis 2013 wurde auch der Damm zwischen Oland und Langeneß höher gebaut. Er ist das wichtigste Bauwerk der Strecke. In seiner Mitte ist eine Teilstrecke aufgeständert, um Füchse nicht auf dem Damm auf die Halligen gelangen zu lassen, zum Schutz der Vogelwelt. Dennoch wurden 2019 erstmals Füchse auf Langeneß nachgewiesen. Mutmaßlich dadurch verschwand eine Kolonie der sehr seltenen Brandseeschwalben mit 174 Brutpaaren. Inzwischen wird der Bahndamm jedes Jahr von März bis Juli von 15 bis neun Uhr morgens bewacht. Dabei kommt ein mobiler Hochsitz zum Einsatz, der sich auf den Schienen der Halligbahn bewegen lässt.

## Betrieb
Die Strecke führt aus dem Bauhof des Amtes in Dagebüll über den Seedeich, von dort über einen Damm mit Pfahlgründungen und seeseitiger Steinkante nach Oland, über die Hallig und einen anschließenden Steindamm mit eingebauten Pfahljochen zur Hallig Langeneß. Es gibt zwischen Dagebüll und Oland vier Ausweichen, die ein Begegnen auf der eingleisigen Strecke möglich machen: ein Stumpfgleis am Seedeich in Dagebüll, die durchfahrbare Ausweiche „1500“-Fünfzehnhundert, weil sie 1,5 km nach Streckenbeginn auf dem Damm zwischen Dagebüll und Oland eingebaut ist, ein Stumpfgleis am Olander Sommerdeich und eine durchfahrbare Ausweiche unterhalb der Olander Warft. Eine weitere durchfahrbare Ausweiche zwischen Oland und Langeneß wurde nach dem Zweiten Weltkrieg wieder aufgegeben, war aber anhand verbliebener Gründungspfähle im Watt noch zu lokalisieren, bis durch Aufschüttung des neuen Dammes neben der bestehenden Strecke auch sie verschwanden. Gefahren wird permissiv – „auf Sicht“ – bei jedem Wetter. Die privaten Loren sind teils einfache Flachwagen, die mit Bänken oder Sesseln bestückt sein können, oder allseits geschlossene Loren. Diese werden typischerweise mit kleinen Industriemotoren von 4,5 bis 9,5 PS bewegt. Nur die Baufahrzeuge, hier ausschließlich Schöma-Loks von 25 bis 65 PS, sind schwerer und können größere Lasten wie Lorenzüge mit Basaltsteinen oder größeren Baumaschinen befördern.
Halligbewohner dürfen mit eigenen Loren den Damm nutzen, um Besorgungen auf dem Festland zu erledigen. Diese private Nutzung ist nur geduldet. Das Führen einer Motorlore ist nur gestattet, wenn mindestens ein Mofa-Führerschein vorliegt. Mit den Jahren hat sich durch die Halligbewohner ein Bestand unterschiedlichster Eigenkonstruktionen an Personenloren eingefunden, die von „fahrenden Sitzbänken“ bis zu geschlossenen Wagen kreativer Bauart reichen. An den Endpunkten der Bahn entstehen zeitweise Abstell-Ansammlungen „dieser abenteuerlich anmutende[n] Eigenbauten“. Die Privatnutzung des Fahrdamms unterliegt den Regeln von LKN und der Versicherung. So ist eine Personenbeförderung den Olandern nur für Angehörige und Feriengäste und den Langenessern nur für Angehörige gestattet, spontane Mitfahrten sind strikt untersagt. Lizenzen für die private Nutzung werden von der Gemeindeverwaltung Langeneß vergeben, die aus einem Kontingent an Lizenzen schöpfen muss, das ihr vom LKN zugeteilt wird. Diese sind Halligbewohnern vorbehalten, die dort leben und arbeiten. Einem 2014 zugezogenen Neu-Eigentümer einer Immobilie mit Erstwohnsitz auf Langeneß, der in Hamburg als Anwalt tätig blieb, wurde diese Lizenz 2019 erst per gerichtlichem Vergleich zuerkannt.
Die Bahn wird, wenn Wind und Wetter die Nutzung des Postbootes unmöglich machen, auch zur Zustellung der Post auf die Halligen benutzt.
Am 6. Dezember 2021 wurde eine der vier Dieselloks des LKN durch eine batteriebetriebene E-Lok ersetzt.

## Bildergalerie

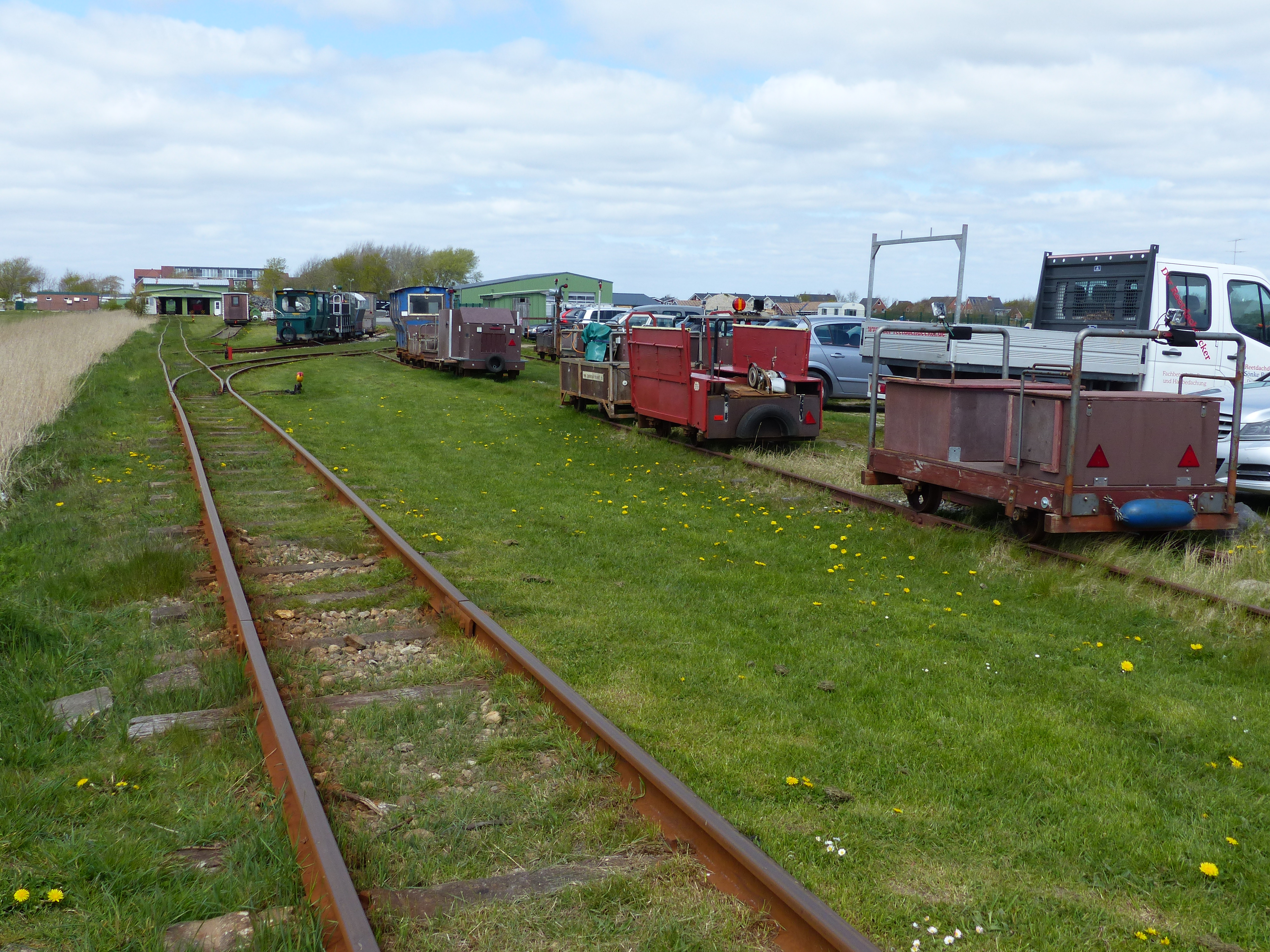
Abgestellte Loren am Bauhof in Dagebüll
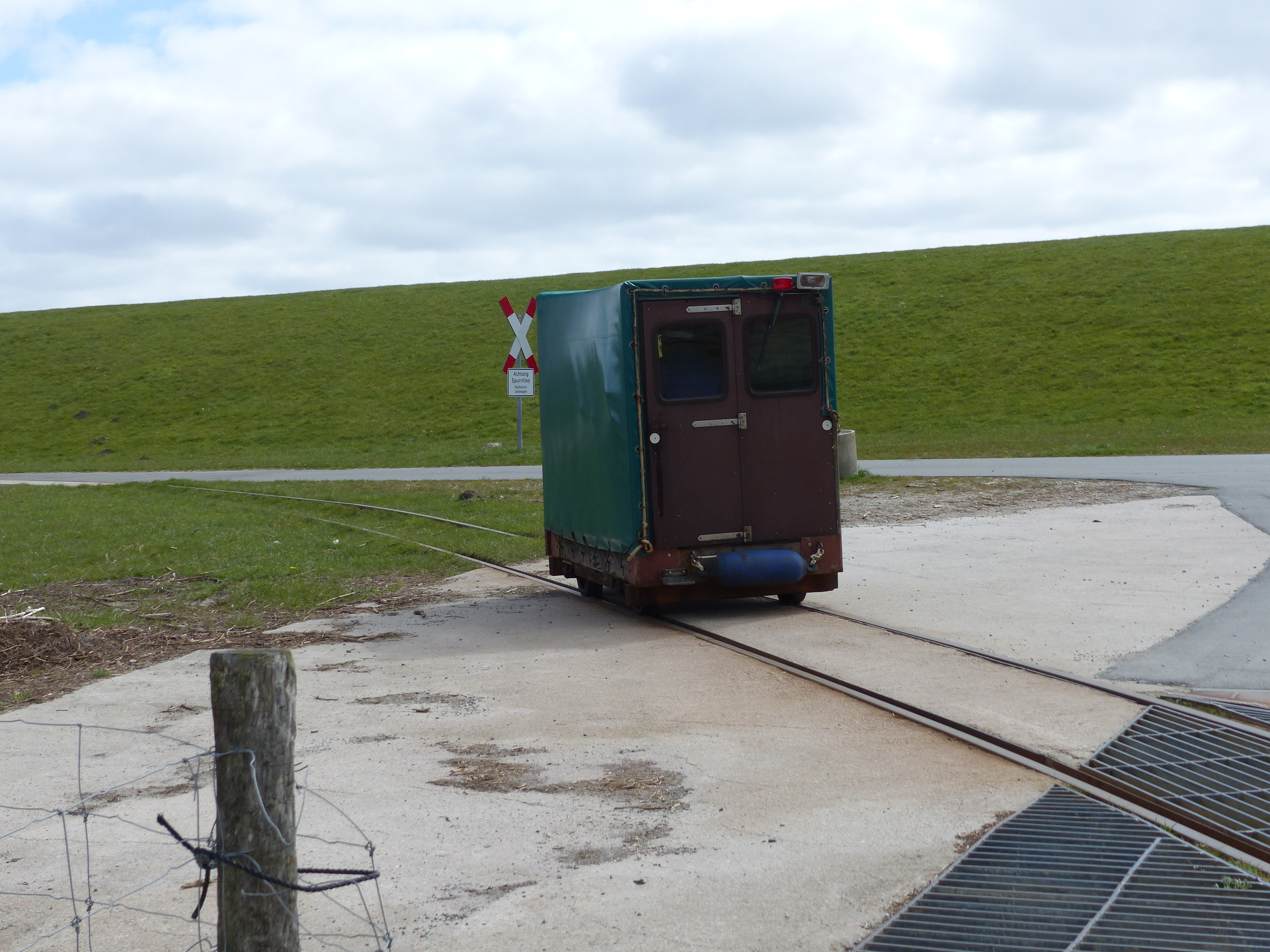
In Dagebüll abfahrende Lore erreicht den Seedeich
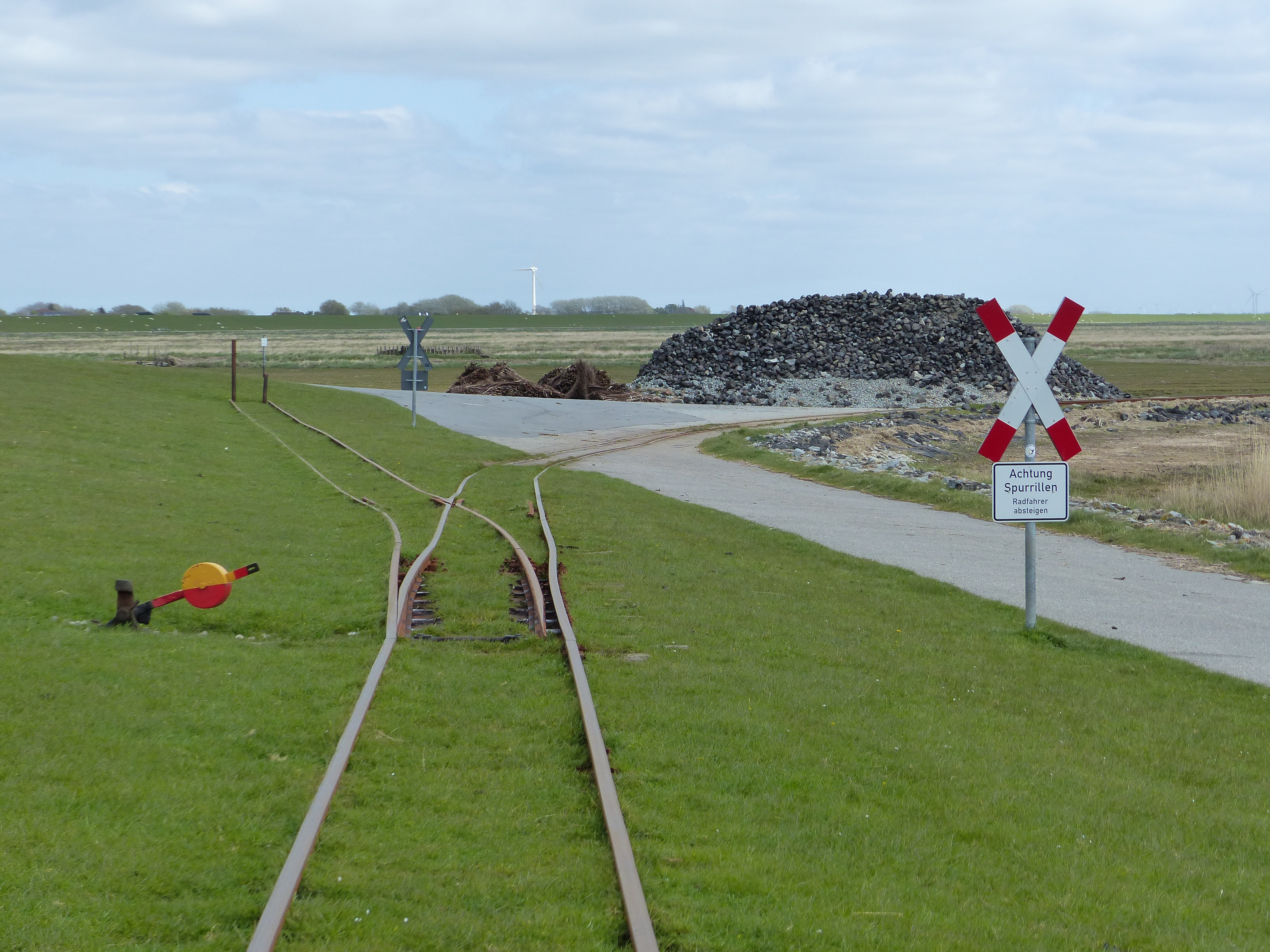
Erste Ausweiche: Stumpfgleis am Seedeich in Dagebüll
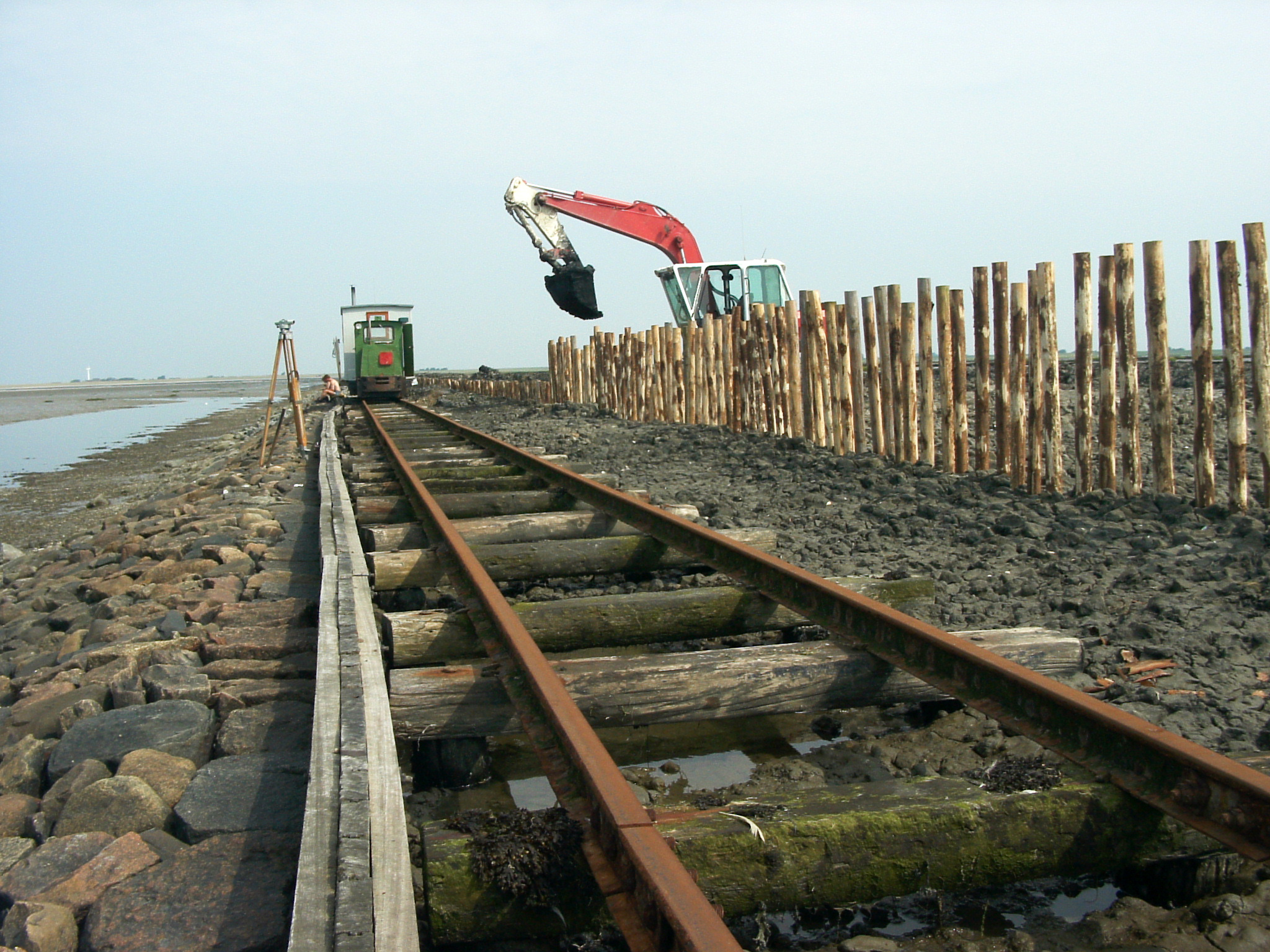
Damm nach Oland (bei Bauarbeiten 2013)

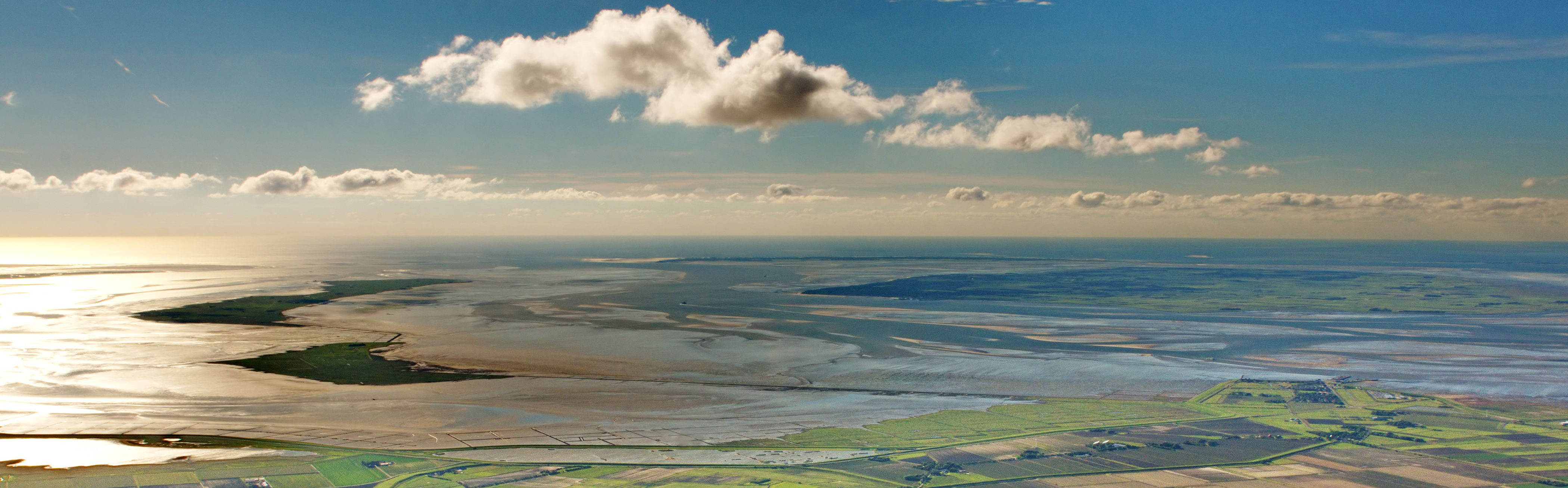
Luftaufnahme Dagebüll–Oland–Langeneß mit der Halligbahn (2013)